# Ружица Сокич
Ружица Сокич, відома як Ружа Сода (серб. Ружица Сокић, 14 грудня 1934, Белград — 19 грудня 2013, Белград) — сербська акторка та письменниця.